# 2006-os Formula–1 török nagydíj

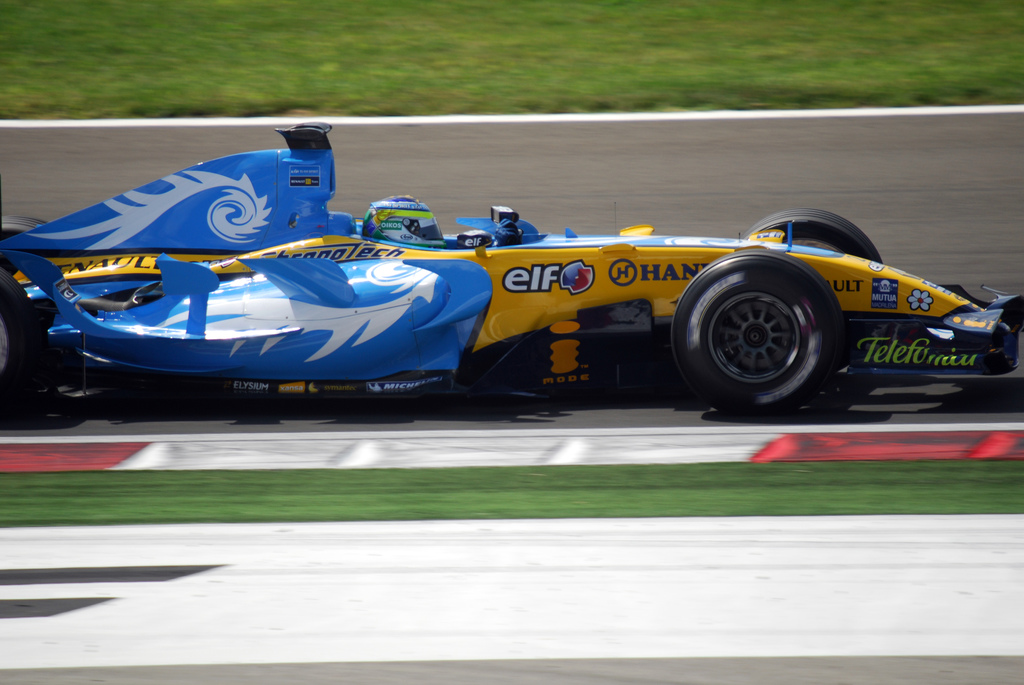
Fisichella a török nagydíjon

A török nagydíj volt a 2006-os Formula–1 világbajnokság tizennegyedik futamam, amelyet 2006. augusztus 27-én rendezték meg a török Istanbul Racing Circuiten, Isztambulban.

## Pénteki versenyzők
| Csapat/Motor        | Versenyző        |
| ------------------- | ---------------- |
| Williams-Cosworth   | Alexander Wurz   |
| Honda               | Anthony Davidson |
| Red Bull-Ferrari    | Robert Doornbos  |
| BMW Sauber          | Sebastian Vettel |
| MF1-Toyota          | Giorgio Mondini  |
| Toro Rosso-Cosworth | Neel Jani        |
| Super Aguri-Honda   | Franck Montagny  |

## Időmérő edzés
Az időmérő edzésen Felipe Massa 1:26.907-es idővel megszerezte első pole-pozícióját. A második helyen Michael Schumacher végzett, míg Fernando Alonso a harmadik rajtkockából indulhatott.
| Helyezés | Versenyző            | Csapat/Motor        | 1. rész  | 2. rész  | 3. rész  |
| -------- | -------------------- | ------------------- | -------- | -------- | -------- |
| 1        | Felipe Massa         | Ferrari             | 1:27.306 | 1:27.059 | 1:26.907 |
| 2        | Michael Schumacher   | Ferrari             | 1:27.385 | 1:25.850 | 1:27.284 |
| 3        | Fernando Alonso      | Renault             | 1:27.861 | 1:26.917 | 1:27.321 |
| 4        | Giancarlo Fisichella | Renault             | 1:28.175 | 1:27.346 | 1:27.564 |
| 5        | Ralf Schumacher*     | Toyota              | 1:27.668 | 1:27.062 | 1:27.569 |
| 6        | Nick Heidfeld        | BMW Sauber          | 1:28.200 | 1:27.251 | 1:27.785 |
| 7        | Jenson Button        | Honda               | 1:28.222 | 1:26.872 | 1:27.790 |
| 8        | Kimi Räikkönen       | McLaren-Mercedes    | 1:28.236 | 1:27.202 | 1:27.866 |
| 9        | Robert Kubica        | BMW Sauber          | 1:28.212 | 1:27.405 | 1:28.167 |
| 10       | Mark Webber          | Williams-Cosworth   | 1:28.307 | 1:27.608 | 1:29.436 |
| 11       | Christian Klien      | Red Bull-Ferrari    | 1:28.271 | 1:27.852 |          |
| 12       | Pedro de la Rosa     | McLaren-Mercedes    | 1:28.403 | 1:27.897 |          |
| 13       | Jarno Trulli         | Toyota              | 1:28.549 | 1:27.973 |          |
| 14       | Rubens Barrichello   | Honda               | 1:28.411 | 1:28.257 |          |
| 15       | Nico Rosberg         | Williams-Cosworth   | 1:28.889 | 1:28.386 |          |
| 16       | Christijan Albers*   | MF1-Toyota          | 1:29.021 | 1:28.639 |          |
| 17       | David Coulthard      | Red Bull-Ferrari    | 1:29.136 |          |          |
| 18       | Scott Speed          | Toro Rosso-Cosworth | 1:29.158 |          |          |
| 19       | Vitantonio Liuzzi    | Toro Rosso-Cosworth | 1:29.250 |          |          |
| 20       | Tiago Monteiro       | MF1-Toyota          | 1:29.901 |          |          |
| 21       | Jamamoto Szakon      | Super Aguri-Honda   | 1:30.607 |          |          |
| 22       | Szató Takuma         | Super Aguri-Honda   | 1:30.850 |          |          |

* Ralf Schumacher és Christijan Albers tízhelyes rajtbüntetést kapott motorcsere miatt.

## Futam

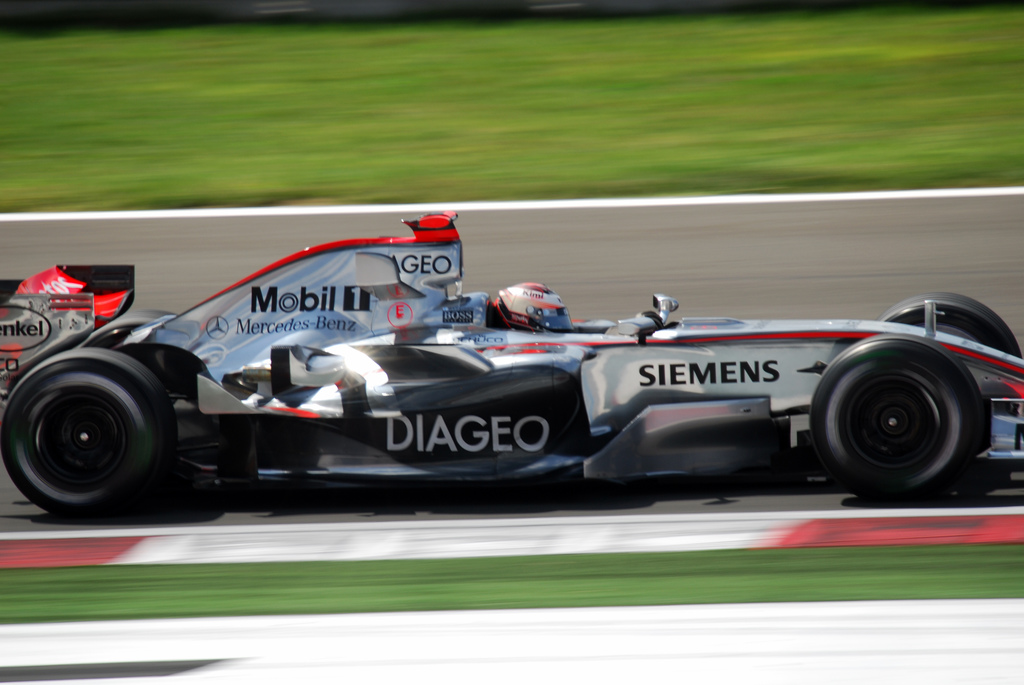
Kimi Räikkönen a török nagydíjon

A rajt utáni első kanyarban többen csatáztak az első helyért, amelyet Massa sikeresen megtartott, de Fisichella megcsúszott, amelynek következtében többen összeütköztek illetve a pálya elhagyására kényszerültek, hogy kikerüljék az olasz versenyző Renault-ját. Nem sokkal ezután Räikkönen a Monteiróval történt balesete után hátsó defektet kapott, és a kör végén a bokszutcába hajtott, ahol sok idő töltött, majd egy körrel később az autó irányíthatatlanul a gumifalba csapódott. A tizenkettedik körben a célegyenes utáni kanyarban Liuzzi leparkolta Torro Rossóját az ideális íven, amiért behívták a pályára a biztonsági autót. Ezalatt Michael Schumacher és Massa szinte egyszerre érkezett a boxba, így a németnek várnia kellett, míg a szerelők Massa kiállását elvégzik, és csak utána kerülhetett ő sorra. Így az addig harmadik Alonso átvette tőle a második helyet. Schumacher az utolsó körökben felzárkózott Alonsóra, akit azonban már nem tudott megelőzni. Massa első futamgyőzelmét ünnepelhette, mögötte Fernando Alonso és Michael Schumacher végzett. A további pontszerzők Jenson Button, Pedro de la Rosa, Giancarlo Fisichella, Ralf Schumacher és Rubens Barrichello lettek. A leggyorsabb kört Michael Schumacher autózta, 1:28.005 másodperccel.
A verseny után a két élen álló között 12 pontra nőtt a különbség.
| Helyezés | Rajtszám | Versenyző            | Csapat/Motor        | Futott kör | Idő/Kiesés oka | Rajthely | Pont |
| -------- | -------- | -------------------- | ------------------- | ---------- | -------------- | -------- | ---- |
| 1        | 6        | Felipe Massa         | Ferrari             | 58         | 1:28:51.082    | 1        | 10   |
| 2        | 1        | Fernando Alonso      | Renault             | 58         | + 5.575        | 3        | 8    |
| 3        | 5        | Michael Schumacher   | Ferrari             | 58         | + 5.656        | 2        | 6    |
| 4        | 12       | Jenson Button        | Honda               | 58         | + 12.334       | 6        | 5    |
| 5        | 4        | Pedro de la Rosa     | McLaren-Mercedes    | 58         | + 45.908       | 11       | 4    |
| 6        | 2        | Giancarlo Fisichella | Renault             | 58         | + 46.594       | 4        | 3    |
| 7        | 7        | Ralf Schumacher      | Toyota              | 58         | + 59.337       | 15       | 2    |
| 8        | 11       | Rubens Barrichello   | Honda               | 58         | + 1:00.034     | 13       | 1    |
| 9        | 8        | Jarno Trulli         | Toyota              | 57         | + 1 kör        | 12       |      |
| 10       | 9        | Mark Webber          | Williams-Cosworth   | 57         | + 1 kör        | 9        |      |
| 11       | 15       | Christian Klien      | Red Bull-Ferrari    | 57         | + 1 kör        | 10       |      |
| 12       | 17       | Robert Kubica        | BMW Sauber          | 57         | + 1 kör        | 8        |      |
| 13       | 21       | Scott Speed          | Toro Rosso-Cosworth | 57         | + 1 kör        | 17       |      |
| 14       | 16       | Nick Heidfeld        | BMW Sauber          | 56         | + 2 kör        | 5        |      |
| 15       | 14       | David Coulthard      | Red Bull-Ferrari    | 55         | Váltóhiba      | 16       |      |
| Ki       | 19       | Christijan Albers    | MF1-Toyota          | 46         | Kicsúszás      | 22       |      |
| HN       | 22       | Szató Takuma         | Super Aguri-Honda   | 41         | + 17 kör       | 21       |      |
| Ki       | 10       | Nico Rosberg         | Williams-Cosworth   | 25         | Vízszivárgás   | 14       |      |
| Ki       | 23       | Jamamoto Szakon      | Super Aguri-Honda   | 23         | Kicsúszás      | 20       |      |
| Ki       | 20       | Vitantonio Liuzzi    | Toro Rosso-Cosworth | 12         | Kicsúszás      | 18       |      |
| Ki       | 3        | Kimi Räikkönen       | McLaren-Mercedes    | 1          | Baleset        | 7        |      |
| Ki       | 18       | Tiago Monteiro       | MF1-Toyota          | 0          | Baleset        | 19       |      |

## A világbajnokság élmezőnyének állása a verseny után
| H | Versenyzők           | Pont | H | Konstruktőrök    | Pont |
| - | -------------------- | ---- | - | ---------------- | ---- |
| 1 | Fernando Alonso      | 108  | 1 | Renault          | 160  |
| 2 | Michael Schumacher   | 96   | 2 | Ferrari          | 158  |
| 3 | Felipe Massa         | 62   | 3 | McLaren-Mercedes | 89   |
| 4 | Giancarlo Fisichella | 52   | 4 | Honda            | 58   |
| 5 | Kimi Räikkönen       | 49   | 5 | Toyota           | 28   |

## Statisztikák
Vezető helyen:
- Felipe Massa: 54 (1-39 / 44-58)
- Michael Schumacher: 4 (40-43)

Felipe Massa 1. győzelme, 1. pole-pozíciója, Michael Schumacher 75. (R) leggyorsabb köre.
- Ferrari 189. győzelme.

Kimi Räikkönen 100. versenye.